# Karel Svoboda (odbojář)
Karel Svoboda (3. listopadu 1902 Chrudim – 2. července 1942 Pardubice) byl československý prvorepublikový pilot, účastník protinacistického odboje v rámci skupiny Čenda, strojník lomu Hluboká u Ležáků a blízký spolupracovník radiotelegrafisty Jiřího Potůčka z výsadku Silver A, popravený nacisty.

## Život

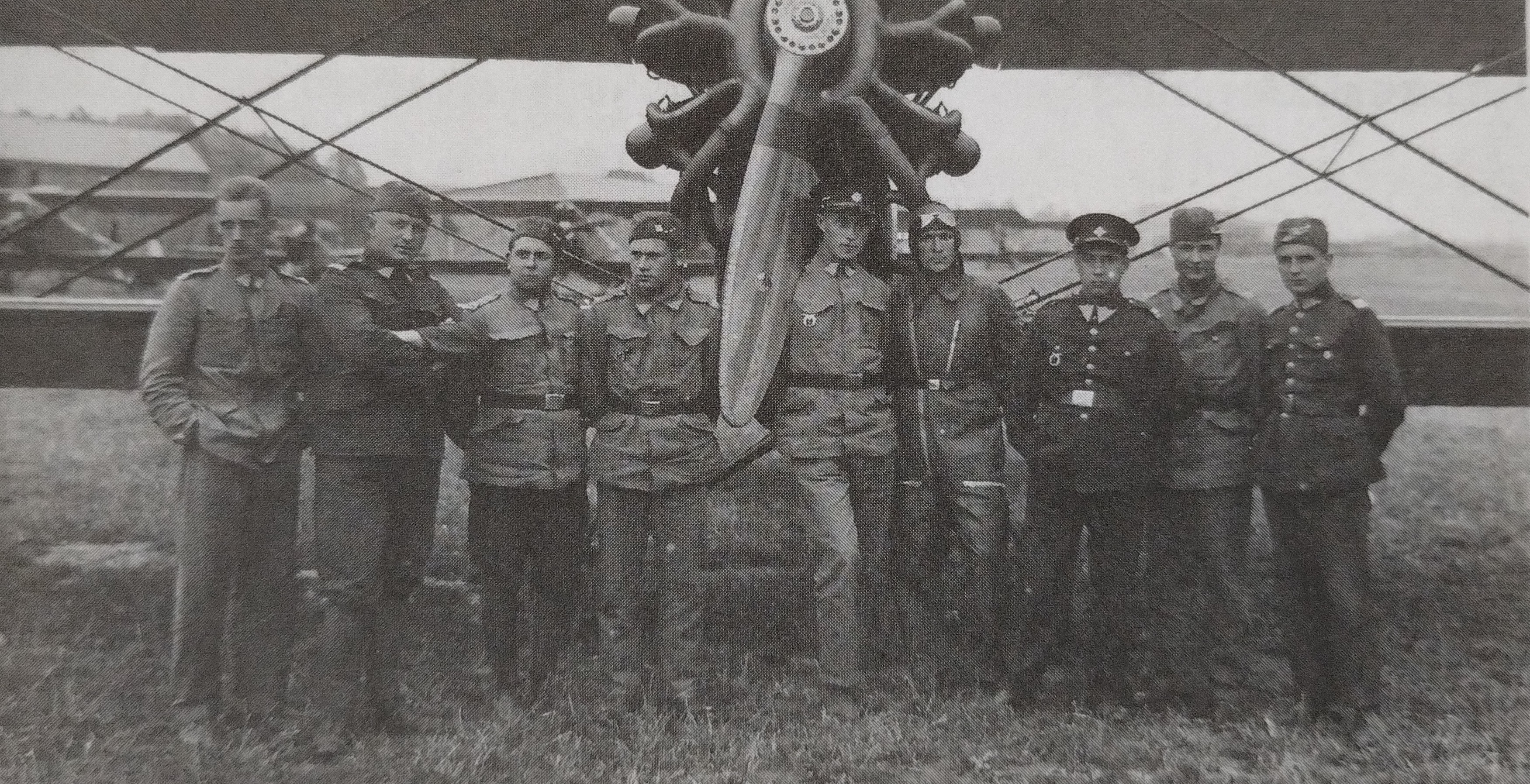
Karel Svoboda jako vojenský pilot (na fotografii čtvrtý zleva)

Karel Svoboda se narodil 3. listopadu 1902 v Chrudimi. Měl tři sourozence: Stanislava, Marii a Emila. Po ukončení obecné a měšťanské školy v Pardubicích se vyučil strojním zámečníkem. Jeho zájem o techniku a letadla ho už na vojně dovedl k letectvu. Stal se leteckým mechanikem a po dvou letech pilotem vojenského letectva. Do zálohy odešel jako déle sloužící v roce 1926 v hodnosti četaře polního pilota-stíhače.

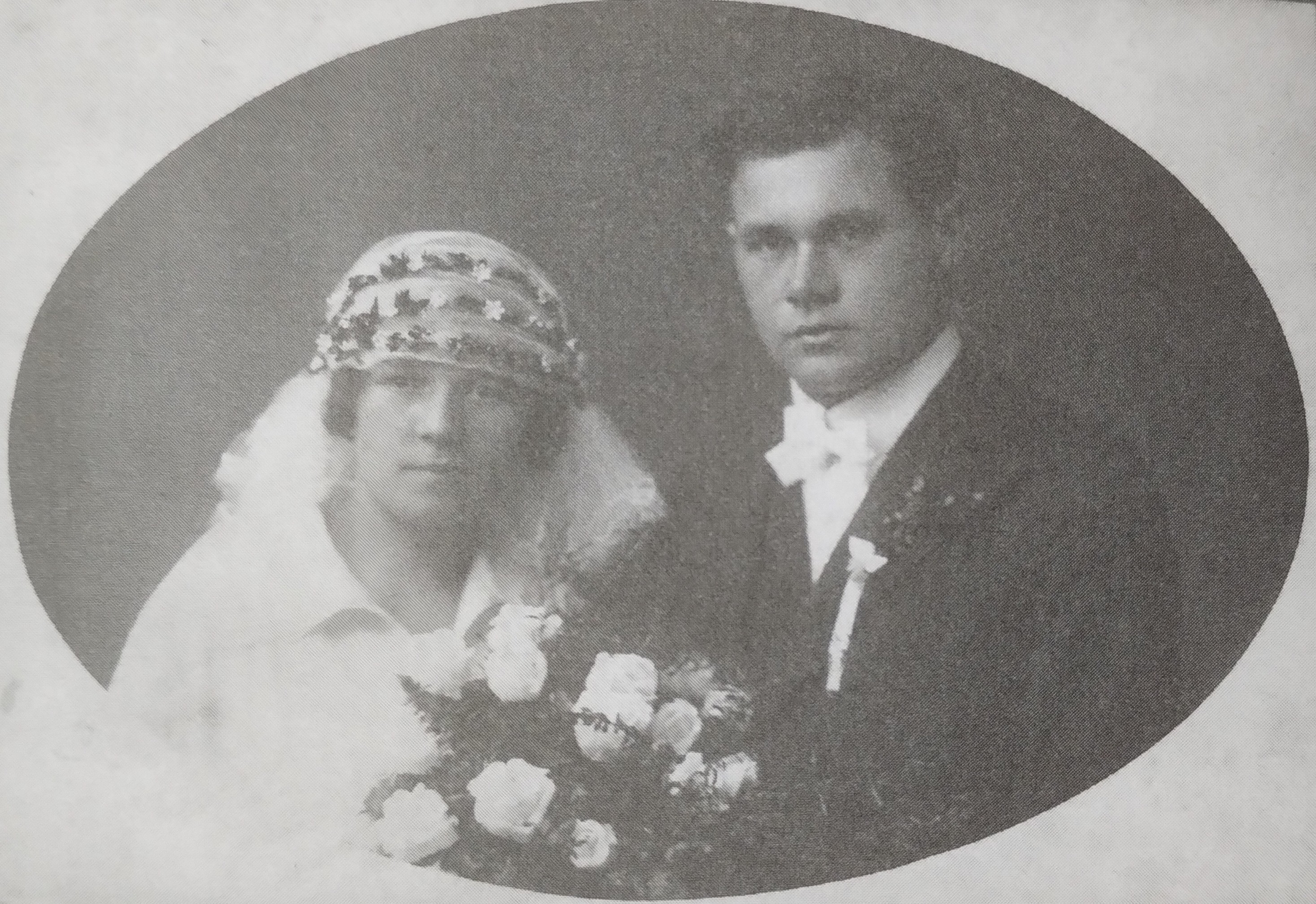
Karel Svoboda na svatební fotografii (1926)

V roce 1926 se oženil s Bertou Barešovou (* 3. ledna 1905 Duchcov). V Pardubicích se manželům narodila 10. května 1928 dcera Věra. Až do Mnichovské dohody žila rodina Svobodových v pohraničí na Mostecku v obcích Nová Ves, Hrdlovka a Libkovice. Karel Svoboda se živil jako mechanik, opravář, údržbář či řidič. Zároveň se účastnil vojenských cvičení a zdokonaloval se v létání.

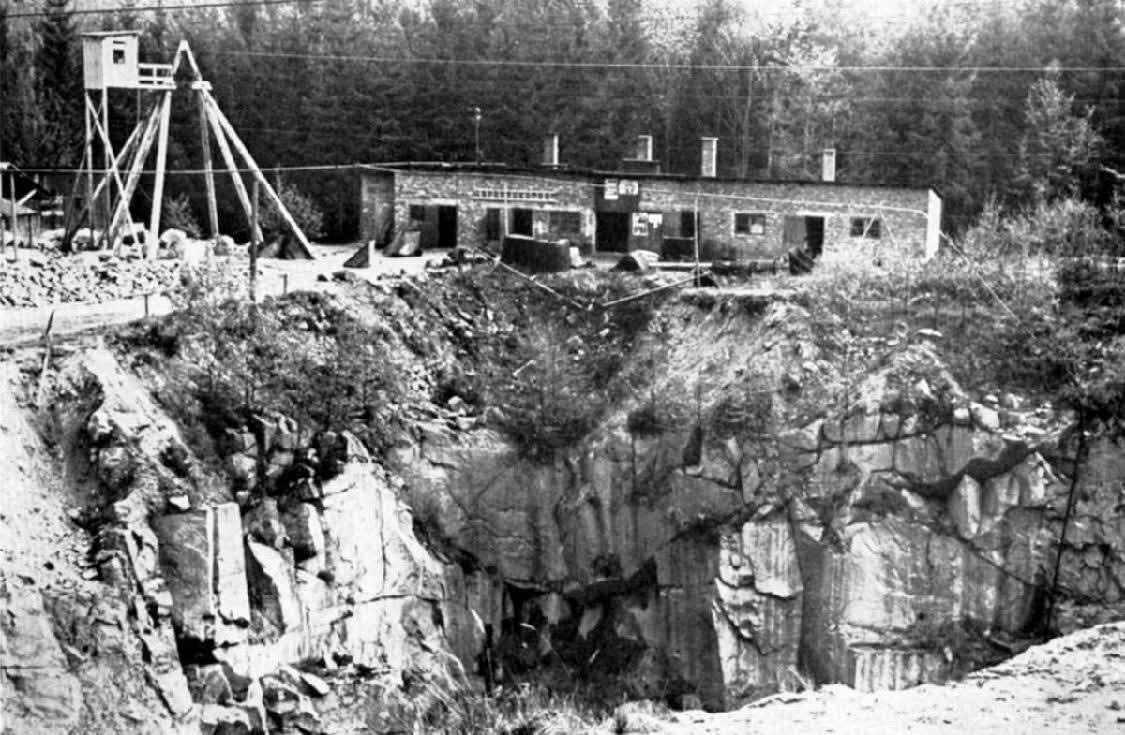
Lom Hluboká, kde Karel Svoboda pracoval jako strojník. Na snímku dnes již neexistující budova strojovny, odkud vysílal Jiří Potůček

Po obsazení Sudet Německem se s rodinou přesunul na Chrudimsko a Pardubicko. Jeho známí, Jindřich Vaško a František Vaško, mu pomohli sehnat bydlení v pronajatém domku čp. 58 v Miřeticích a také práci v lomu Hluboká. Zde František Vaško jako nájemce lomu těžil kámen a jeho bratr Jindřich působil jako správce. Karel Svoboda získal v lomu zaměstnání jako strojník, hlavní mechanik a případný řidič. Zároveň se tak zapojil do protinacistického odboje v rámci odbojové skupiny Čenda. Poté, co byli v noci z 28. na 29. prosince 1941 vysazeni v Protektorátu parašutisté z výsadku Silver A, se stal jejich aktivním podporovatelem. 4. ledna 1942 se u Svobodových ubytoval radiotelegrafista Silver A Jiří Potůček a Karel Svoboda mu pomohl instalovat vysílačku Libuše na svém pracovišti ve strojovně lomu Hluboká, kde byla ukryta ve dvojitém stropě. S jeho pomocí se Jiřímu Potůčkovi podařilo navázat spojení s Londýnem dne 15. ledna 1942 a s menšími přestávkami odsud vysílal několik následujících měsíců. S tím jim pomáhal rovněž četnický strážmistr Karel Kněz, který během nočních vysílání hlídkoval v okolí.

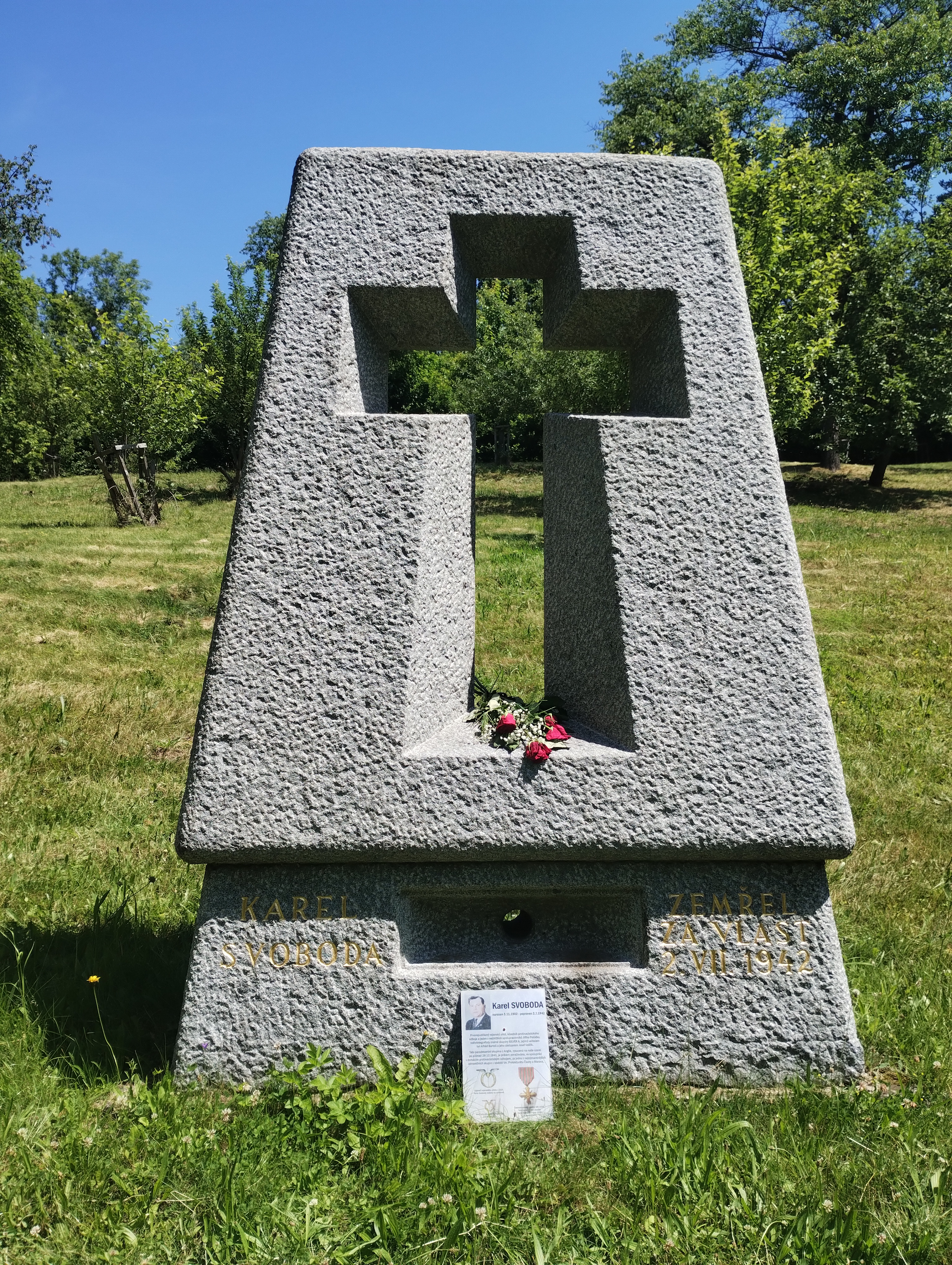
Pomník Karla Svobody v Ležákách

Na přelomu dubna a května 1942 od Svobodových odešel Jiří Potůček a ubytoval se ve Švandově mlýně v Ležákách, kam přemístil i vysílačku. Karel Svoboda i nadále Potůčkovi pomáhal při vysílání a do mlýna docházel (s majitelem mlýna Jindřichem Švandou a jeho švagrem Josefem Šťulíkem se dobře znal, protože jim pomáhal opravovat strojní vybavení mlýna, oba byli rovněž zapojeni ve skupině Čenda).
Dne 16. června 1942 se na gestapu dobrovolně přihlásil Karel Čurda, člen výsadku Out Distance, a následovala vlna zatýkání. Ve středu 17. června přijel na kole do mlýna Luděk Matura ze Svítkova, aby Jiřího Potůčka a jeho spolupracovníky varoval. Nad ránem následujícího dne odjel Jiří Potůček s vysílačkou Libuše z Ležáků. Karel Svoboda pomáhal Švandovým a Šťulíkovým zahladit stopy po vysílačce a Potůčkovi a při jedné takové jeho návštěvě mlýna, dne 21. června 1942, byl spolu s Jindřichem Švandou zatčen. 11 dnů byl vyslýchán a vězněn a na základě rozsudku stanného soudu byl spolu s dalšími spolupracovníky zastřelen na pardubickém Zámečku 2. července 1942. Ve stejný den je Jiří Potůček při svém útěku zastřelen protektorátním četníkem.

## Manželka a dcera
Manželka Karla svobody Berta byla rovněž gestapem vyslýchána. Jelikož se ale gestapo nedozvědělo o tom, že Jiřího Potůčka Svobodovi ubytovávali, a zároveň byla paní Svobodová na jaře delší dobu hospitalizována se zápalem plic, vyhnula se i s dcerou dalším perzekucím. Při výslechu ani jedna neprozradila své zapojení do pomoci Jiřímu Potůčkovi (dcera Věra například Potůčka několikrát doprovázela, aby nebyl nápadný, když bylo třeba doručit různé zprávy do Pardubic).
Po vypálení Ležáků a po smrti manžela byla Berta Svobodová nucena s dcerkou domek v Miřeticích opustit a krátce bydlely u příbuzných. Primář oddělení, na kterém se v Pardubické nemocnici léčila, jí pomohl sehnat ubytování v malé sklepní místnosti v nemocnici a zařídil jí práci nemocniční uklízečky. Berta Svobodová se tak s dcerou dožila konce války a v létě 1945 odešly z Pardubic do České Kamenice na Děčínsku, kde se dcera Věra provdala za Jana Lána, se kterým měla dva syny: Jana (* 1947) a Karla (* 1952). Berta Svobodová zemřela 24. ledna 1980 v České Kamenici, dcera Věra 24. prosince 2003.

## Vyznamenání
V roce 1945 byl Karel Svoboda in memoriam vyznamenán Československým válečným křížem 1939.